# Thành Bát Quái
Thành Bát Quái (còn gọi là thành Quy, thành Gia Định) là một tòa thành của nhà Nguyễn thuộc Trấn Gia Định tồn tại từ năm 1790 đến năm 1835 ở khu vực mà ngày nay là trung tâm Thành phố Hồ Chí Minh, Việt Nam. Đây là một công trình được xây dựng theo thiết kế công sự của Vauban, có tính phòng thủ quan trọng, giúp các vua Nguyễn giữ vững an ninh vùng Gia Định trong một khoảng thời gian tương đối dài.

## Lịch sử

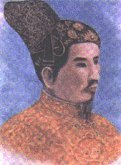
Nguyễn Ánh – Gia Long

Tháng 8 năm Mậu Thân (7 tháng 9 năm 1788), lợi dụng khi quân Tây Sơn đang bận tái lập trật tự Bắc Hà và đánh quân Thanh, Nguyễn Ánh đánh chiếm được Sài Gòn và biến nơi đây thành cơ sở chống lại Tây Sơn.
Hai năm sau, 1790, Nguyễn Ánh chọn đất Sài Gòn làm kinh đô, tên là Gia Định kinh; rồi ông nhờ hai người Pháp là Olivier de Puymanel (Việt danh là "Ông Tín") và Théodore Lebrun là 2 sĩ quan công binh người Pháp đi theo giám mục Bá Đa Lộc vẽ họa đồ thành theo kiểu châu Âu kết hợp với bản vẽ quy hoạch của Trần Văn Học. Thành được xây dưới sự chỉ huy của Tôn Thất Hội với gần 30.000 dân phu được huy động, với tường thành cao mười lăm thước mộc, tính ra lối bốn thước tây lẻ tám tấc (khoảng 4 m 8), toàn bằng đá ong Biên Hòa kiểu "lục lăng", nhằm củng cố chân đứng của mình trên đất Gia Định.
Tháng 7 năm Nhâm Tý (1792), vua Quang Trung Nguyễn Huệ của nhà Tây Sơn băng hà, triều Tây Sơn lục đục nội bộ và rơi vào khủng hoảng, Nguyễn Ánh nhanh chóng tổ chức phản công và ông đánh bại nhà Tây Sơn sau đó nhiều năm. Sau khi tiêu diệt nhà Tây Sơn, Nguyễn Ánh lên ngôi vua, hiệu là Gia Long, rồi dời kinh đô từ Gia Định kinh (Sài Gòn) về Huế.
Năm 1811, kinh thành Huế được làm xong thì Gia Định kinh được đổi thành Gia Định thành (cao hơn cấp trấn) và trở thành thị sở của quan Tổng trấn Nam Kỳ.
Đến đời vua Minh Mạng, năm 1830, Lê Văn Khôi, con nuôi của Lê Văn Duyệt, nổi loạn, đánh chiếm lấy thành Bát Quái và biến nơi đây thành căn cứ chính cho cuộc nổi dậy của mình từ năm 1833 đến 1835. Sau khi đánh bại Lê Văn Khôi rồi, vua Minh Mạng đã cho phá thành Bát Quái để lập thành Gia Định mới năm 1837. Chính vì sự phá hủy này mà thành Bát Quái còn bị gọi Gia Định phế thành.
Xem thêm Cuộc nổi dậy Lê Văn Khôi

## Kiến trúc và địa thế

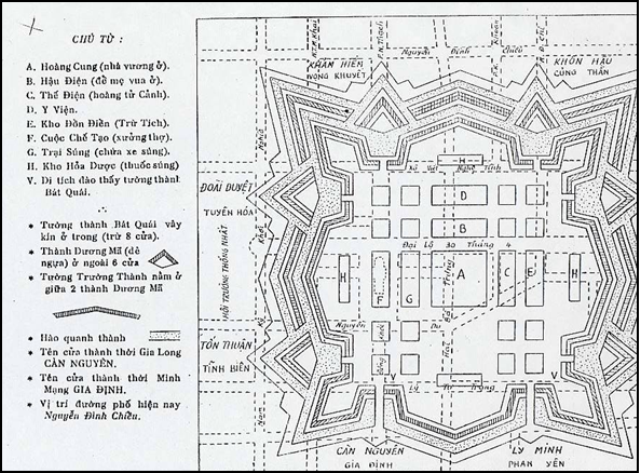
Sơ đồ Thành Bát Quái Sài Gòn do Trương Vĩnh Ký vẽ, Nguyễn Đình Đầu lược dịch và chú giải

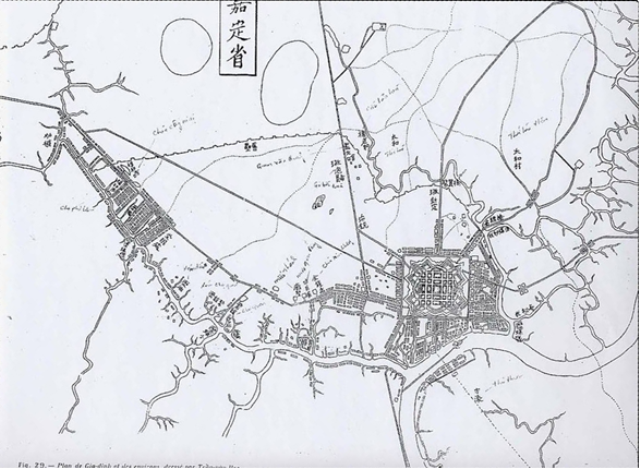
Vị trí thành Bát Quái (khu vực hình vuông nằm bên tay phải) và Chợ Lớn (khu vực hình chữ nhật nghiêng nghiêng bên tay trái)

Thành Bát Quái này gần như hình bát giác, có tám cổng theo mẫu bát quái tượng trưng cho tứ phương chính cùng với các hướng phụ. Thành trải rộng từ Nam đến Bắc, từ đường Mac-Mahon (bây giờ là đường Nam Kỳ Khởi Nghĩa) tới bức tường thành đã bị phá (bây giờ là khu vực đường Đinh Tiên Hoàng và Tôn Đức Thắng) và từ Đông sang Tây, từ đường Espagne (bây giờ là đường Lê Thánh Tôn) đến đường Mọi (bây giờ là đường Nguyễn Đình Chiểu). Nguyễn Ánh đóng quân ở thành này suốt hai mươi hai năm, năm nào ông cũng đem quân đi đánh Tây Sơn khi gió mùa thuận lợi.
Thành nằm ở một cấu trúc giao thông đường bộ gồm có 3 trục chính: đi Cao Miên chạy thẳng ra cảng Bến Nghé; đi các tỉnh miền Tây; đường đi về Đồng Nai. Đường sông gồm Sông Sài Gòn vừa đóng vai trò phòng thủ thành Bát Quái về phía Nam vừa đóng vai trò đường giao thông chính, cảng Bến Nghé (bến Bạch Đằng), có xưởng đóng tàu Ba Son là vị trí tiền tiêu, cửa ngõ để giao dịch buôn bán với các tàu nước ngoài. Ngoài ra còn có một hệ thống kênh rạch dày đặc như rạch Thị Nghè, kênh Bến Nghé, kênh Tẻ, rạch Cầu Kho và kênh Tàu Hủ nối liền các tỉnh miền Tây và cảng Bến Nghé, đây là con đường huyết mạch để vận chuyển lúa gạo, lương thực các loại.
Thành có 8 cửa, phía nam là cửa Càn Nguyên và cửa Li Minh, phía bắc là cửa Khôn Hậu và cửa Khảm Hiền, phía đông là cửa Chấn Hanh và cửa Cấm Chí, phía tây là cửa Tốn Thuận và cửa Đoài Duyệt. Thời Minh Mạng đổi tên các cửa: phía nam là cửa Gia Định và cửa Phiên An, phía bắc là cửa Củng Thần và cửa Vọng Thuyết, phía đông là cửa Phục Viễn và cửa Hoài Lai, phía tây là cửa Tĩnh Biên và cửa Tuyên Hóa.
Các điểm dân cư, công trình kiến trúc hình thành từ tận khi những người Minh Hương đến đây vào khoảng năm 1680: công trình kiến trúc lúc này có là đồn lính, kho lương thảo, dinh quan trấn thủ như: kho Quản Thảo, dinh Tân Thuận, dinh Nặc Nộn, cùng một hệ thống đồn lính ngay cảng Bến Nghé. Các công trình tôn giáo và chợ búa phục vụ nhu cầu người dân, binh lính hình thành như chợ Điều Khiển, chùa Cây Mai. Đồng thời một số địa danh phản ánh sự hình thành điểm dân cư như Bầu Tròn, Thị Nghè, Đất Hộ cũng ra đời. Từ năm 1801, nhờ sự hỗ trợ của Pháp, Nguyễn Ánh đánh bại Tây Sơn, thành lập triều Nguyễn, thống nhất Việt Nam. Lê Văn Duyệt được cử làm Tổng trấn Nam Kỳ và trú đóng tại Sài Gòn. Các công trình chợ búa, cảng, cửa hàng. kho hàng, các khối ngành nghề thủ công… xung quanh thành Bát Quái phát triển theo, xoá đi những điểm chợ búa và thương mại cũ ngày xưa và phần thị được hình thành một cách tự phát. Vì tình hình bất ổn, nhiều người Hoa ở Hà Tiên, Định Quán cũng chạy về vùng Sài Gòn gần thành Bát Quái hình thành nên vùng Chợ Lớn, giao thông với thành Bát Quái bằng kênh Tàu Hủ và một con đường độc đạo. Số cư dân của thành năm 1819 là khoảng một trăm tám chục ngàn (180.000) dân bản địa và mười ngàn (10.000) người Trung Quốc.